# قرار مجلس الأمن التابع للأمم المتحدة رقم 1698
قرار مجلس الأمن التابع للأمم المتحدة رقم 1698، الذي تم اتخاذه بالإجماع في 31 يوليو 2006، بعد التذكير بجميع القرارات السابقة المتعلقة بالحالة في جمهورية الكونغو الديمقراطية، بما في ذلك القرارات 1493 (2003)، 1533 (2004)، 1552 (2004)، 1565 2004)، 1592 (2005)، 1596 (2005)، 1616 (2005)، 1649 (2005) و1654 (2006)، جدد المجلس العقوبات ضد البلاد حتى 31 يوليو 2007.
تم تمرير القرار بعد أول انتخابات عامة منذ 40 عامًا.

## القرار

### أعمال
بموجب الفصل السابع من ميثاق الأمم المتحدة، كرر المجلس مطالبته بالامتثال للقرارات 1493 و1596 و1649، ومدد العقوبات وتفويض فريق الخبراء الذي يراقب تنفيذها حتى 31 يوليو / تموز 2007، في ضوء عدم الامتثال.
وفي غضون ذلك، أعلن المجلس عزمه على اتخاذ مزيد من الإجراءات ضد تمويل الجماعات المسلحة والمليشيات وحث الحكومة الكونغولية على بسط سلطتها في جميع أنحاء البلاد. علاوة على ذلك، قرر أعضاء المجلس توسيع أحكام القرار 1596 لتشمل القادة السياسيين والعسكريين الذين يستخدمون الأطفال في النزاعات المسلحة في انتهاك للقانون الدولي وكذلك ضد الأفراد الذين يستهدفون الأطفال في أوقات الحرب.
أخيرًا، طُلب من جميع الأطراف التعاون مع فريق الخبراء وتم حث أوغندا على الوفاء بالتزاماتها في القرار 1596.

## روابط خارجية
- نص القرار في undocs.org